# Heterocybaeus akaanaensis
Heterocybaeus akaanaensis is een spinnensoort in de taxonomische indeling van de waterspinnen (Cybaeidae).
Het dier behoort tot het geslacht Heterocybaeus. De wetenschappelijke naam van de soort werd voor het eerst geldig gepubliceerd in 1968 door Komatsu.